# 周誉侃
周誉侃（1908年6月6日—1976年11月13日），男，祖籍江西清江，生于湖北汉口，中国物理学家、物理教育家，曾任中山大学物理系系主任、教授。